# Switch Energievertriebsgesellschaft
Die switch Energievertriebsgesellschaft (kurz: Switch) ist ein Stromanbieter in Österreich. Das Unternehmen wurde am 21. März 2001 in Salzburg, Österreich gegründet. Switch ist ein Tochterunternehmen der Energieallianz Austria GmbH (EAA). Switch ist außer in Österreich auch in Deutschland tätig und beliefert Privat- und Geschäftskunden mit Strom und Gas.

## Geschichte
Switch wurde am 21. März 2001 als eines der ersten privatwirtschaftlichen, nichtstaatlichen Unternehmen am liberalisierten Strommarkt in Salzburg gegründet. Anfangs wurden Kunden in Österreich ausschließlich mit Strom beliefert. 2005 eröffnete Switch zusätzlich neben Salzburg einen weiteren Standort in Wien. Das operative Geschäft verlagerte sich seitdem an den neuen Standort, bis 2012 der Firmensitz nach Wien verlegt wurde.
Das Unternehmen positionierte sich zu Beginn der Marktliberalisierung 2001 als einer der ersten alternativen Energieanbieter am Markt. Seit 2006 verkauft das Unternehmen Gas. Im Jahr 2008 stieg Switch in den deutschen Markt ein. Heute beliefert Switch das gesamte österreichische und deutsche Bundesgebiet mit Strom und Gas. Im Geschäftsjahr 2018/19 erzielte Switch einen Bilanzgewinn von rund 1,7 Millionen Euro. Seit Anfang 2018 verfolgt Switch eine neue Strategie am Energiemarkt. Der Anbieter wollte die Transparenz für Kunden durch eine Reduktion der Tarife auf lediglich einen Strom- und einen Gastarif erhöhen und verzichtete auf komplexe Rabattmodelle. Von 1. Februar 2018 bis 1. August 2019 leiteten Christian Ammer und Erwin Göschl die switch Vertriebsgesellschaft. Am 1. Juli 2020 übernahm Michael Hummel die Geschäftsführung von Christian Ammer, der das Unternehmen nach zweieinhalb Jahren an der Spitze verließ.

## Auszeichnungen
Switch wurde mehrmals von der Gesellschaft für Verbraucherstudien – ÖGVS ausgezeichnet:
2015 und 2016: "Österreichs bester Stromanbieter" in Kooperation mit der Zeitschrift „Trend“
2019, 2020 und 2021: Ein Österreichs Top Stromanbietern und  mit Top Kundenservice 
2021: ÖGVS Branchenmonitor "Top Preis-Leistungsverhältnis" (Energieversorger)